# Taijutsu
Taijutsu je japonský název pro bojové techniky využívající tělo a jeho dynamiku. Jejich konkrétní formou je například judo, aikido nebo karate.
Nepatří sem techniky využívající zbraň nebo nástroj sloužící jako zbraň. Za zbraň zde totiž slouží samo tělo. Na rozdíl od juda nebo karate ale taijutsu není uzavřený systém pevně daných technik – chvatů. V taijutsu jde především o uvědomělé, taktické a co nejúčinnější využití těla coby zbraně. K přemožení protivníka je možno použít hody, údery, kopy (spíše nízké než vysoké), páčení, škrcení, působení na tlakové body či znehybňování. S tím nutně souvisí i dovednost pádů a vyproštění.
Jde především o praktické umění boje, přesto je zde ale i jistý akcent na vnitřní vyrovnanost, „čistotu“ a osvícenost mysli a provázání s přírodou, jako u všech východních cvičení. Dalo by se říci, že pokročilejší bojovníci skrze porozumění vlastnímu tělu docházejí k porozumění okolnímu světu, proto může být součástí tréninku i meditace.